# Campeonato Africano de Balonmano Masculino de 2018
El Campeonato Africano de Balonmano Masculino de 2018 fue la 23.ª edición del Campeonato Africano de Balonmano Masculino, que tuvo lugar en Gabón del 17 de enero de 2018 al 27 de enero del mismo año. Sirvió de clasificación para el Campeonato Mundial de Balonmano Masculino de 2019.
La selección de balonmano de Túnez se hizo con el título tras vencer a Egipto en la final por 26-24.

## Fase de grupos

### Grupo A
| Equipo  | J | G | E | P | GF  | GC  | DG  | PTS |
| ------- | - | - | - | - | --- | --- | --- | --- |
| Túnez   | 4 | 3 | 1 | 0 | 120 | 89  | +31 | 7   |
| Gabón   | 4 | 2 | 1 | 1 | 97  | 103 | -6  | 5   |
| Argelia | 4 | 2 | 1 | 1 | 114 | 105 | +9  | 5   |
| Congo   | 4 | 1 | 0 | 3 | 105 | 118 | -13 | 2   |
| Camerún | 4 | 0 | 1 | 3 | 100 | 121 | -21 | 1   |

- Resultados

| Fecha | Hora  | Partido | Partido | Partido | Resultado |
| ----- | ----- | ------- | ------- | ------- | --------- |
| 17.01 | 11:00 | Argelia | -       | Camerún | 31-23     |
| 17.01 | 18:30 | Gabón   | -       | Congo   | 27-22     |
| 18.01 | 13:00 | Camerún | -       | Túnez   | 26-32     |
| 18.01 | 19:00 | Argelia | -       | Gabón   | 25-26     |
| 19.01 | 15:00 | Congo   | -       | Argelia | 31-33     |
| 19.01 | 19:00 | Gabón   | -       | Túnez   | 15-27     |
| 21.01 | 15:00 | Camerún | -       | Congo   | 22-29     |
| 21.01 | 17:00 | Túnez   | -       | Argelia | 25-25     |
| 22.01 | 13:00 | Túnez   | -       | Congo   | 36-23     |
| 22.01 | 19:00 | Camerún | -       | Gabón   | 29-29     |

### Grupo B
| Equipo      | J | G | E | P | GF  | GC  | DG  | PTS |
| ----------- | - | - | - | - | --- | --- | --- | --- |
| Egipto      | 4 | 4 | 0 | 0 | 121 | 97  | +24 | 8   |
| Angola      | 4 | 3 | 0 | 1 | 109 | 85  | +24 | 6   |
| Marruecos   | 4 | 2 | 0 | 2 | 106 | 116 | -10 | 4   |
| R. D. Congo | 4 | 1 | 0 | 3 | 106 | 118 | -12 | 2   |
| Nigeria     | 4 | 0 | 0 | 4 | 82  | 108 | -26 | 0   |